# 1109
| Calendário gregoriano                                                        | 1109 MCIX                                             |
| Ab urbe condita                                                              | 1862                                                  |
| Calendário arménio                                                           | 558 – 559                                             |
| Calendário bahá'í                                                            | -735 – -734                                           |
| Calendário budista                                                           | 1653                                                  |
| Calendário chinês                                                            | 3805 – 3806 Início a 2 de fevereiro (aproximadamente) |
| Calendário copta                                                             | 825 – 826                                             |
| Calendário etíope                                                            | 1101 – 1102                                           |
| Calendários hindus - Vikram Samvat - Calendário nacional indiano - Cáli Iuga | 1164 – 1165 1030 – 1031 4209 – 4210                   |
| Calendário Holoceno                                                          | 11109                                                 |
| Calendário islâmico                                                          | 502 – 503                                             |
| Calendário judaico                                                           | 4869 – 4870                                           |
| Calendário persa                                                             | 487 – 488                                             |
| Calendário rúnico                                                            | 1359                                                  |
| Calendário solar tailandês                                                   | 1652                                                  |

1109 (MCIX, na numeração romana) foi um ano comum do século XII do Calendário Juliano, da Era de Cristo, a sua letra dominical foi C (52 semanas), teve início a uma sexta-feira e terminou também a uma sexta-feira.
No território que viria a ser o reino de Portugal estava em vigor a Era de César que já contava 1147 anos.
| Ano completo                       |
| ---------------------------------- |
| Ano comum com início à sexta-feira |

## Eventos
- Início das viagens de D. Henrique a França para consultar o abade de Cluny acerca das decisões tomadas pelas Cortes de Toledo, onde se procurou resolver o problema da sucessão ao trono espanhol, após a morte do conde D. Raimundo.
- Batalha de Naklo.
- Batalha de Hundsfeld.
- Fulque V de Anjou sucede a Fulque IV no Condado de Anjou.
- Afonso I de Aragão casa com Urraca de Castela.
- Os Cruzados capturam Trípoli.
- Urraca de Castela é coroada rainha de Castela.
- Afonso Raimundez é proclamado Rei da Galiza por seu tutor Pedro Froilaz de Trava.

## Nascimentos
- Agosto - Afonso I de Portugal (n. Guimarães - f. 1185).
- Balduíno IV, conde de Hainaut faleceu em 8 de Novembro de 1171.

## Mortes
- Afonso VI de Castela segundo filho de Fernando Magno e da rainha Sancha I de Leão. Foi rei de Leão, Castela e Galiza e intitulado Imperador de Espanha.
- São Hugo de Cluny.
- 21 de Abril - Santo Anselmo, Arcebispo da Cantuária e filósofo medieval.